# Аблегат
Аблега́т (от лат. ablegatus «посол») — посол с правом совещательного голоса в Речи Посполитой. Чаще всего этим термином называли послов, которые ехали к королю, на жалобы, сеймы или сеймики, на заседания Трибунала Великого княжества Литовского, задворного асессорского, каптурового, гродского, земского и прочих судов.
Правом направить аблегата на сеймы в Речи Посполитой обладали Краков (с конца XIV века), Гданьск, Варшава, Львов, Каменец-Подольский, в Великом княжестве Литовском — Вильно (1568), Могилёв (1661), также есть неподтверждённые данные про Гродно (1667?), Витебск (1677?) и Друю. В Великом княжестве Литовском горожане Вильно (1565) и Могилёва (1661) могли быть наделены правом публичного участия в политической жизни, получив нобилитационные привилеи. Однако и до этого аблегаты могли получить королевские письма и паспорта, которые позволяли им беспошлинный проезд к королю, на сеймы, суды и по другим городским делам. Среди таких документов известны письмо Сигизмунда III от 9 июня 1588 года, его конфирмация письма Владислава IV от 8 марта 1633 года и генеральный паспорт Яна III от 7 июля 1682 года могилёвским аблегатам, в которых последних освобождали от мостового, гребного и прочих сборов.
Аблегаты выбирались и получали инструкции на сессии магистрата, после постановления которого они могли отправляться в посольства. Согласно инструкциям, послы должны были добиться подтверждения старых прав и наделения новыми. По множеству сохранившихся дорожных реестров можно судить о больших издержках, которые несла городская казна на содержание аблегатов. Так, больших средств стоили разнообразные подарки, которые послы приобретали для государственных служащих различного уровня — от канцлера и маршалка до поветовых послов. При этом об участии аблегатов в сеймах документы этих органов почти ничего не говорят. Лишь фамилии представителей наиболее крупных городов — Кракова, Варшавы и Вильно — были обнаружены в числе подписей под утверждениями документов.

## Рекомендуемая литература

### На белорусском языке
- Беларускі архіў. — Минск, 1927. — Т. 1.
- Яцкевіч З. Набілітацыйныя прывілеі для гарадоў ВКЛ: Магчымасці і рэалізацыя на прыкладзе Магілёва // Białostocczyzna. — 2002. — № 1—2.

### На польском языке
- Bardach J., Leśnodorski B., Pietrzak M. Historia ustroju i prawa polskiego. — Warszawa, 2003.
- Kowalenko, W. Geneza udziału stołecznego miasta Wilna w sejmach Rzeczypospolitej // Ateneum Wileńskie. — 1926/1927. — Rok 3. — Z. 10—11; 1927 — Z. 12.
- Wasilewski T. Nobilitacje miast w dawnej Rzeczypospolitej Obojga Narodów // Czas, przestrzeń, praca w dawnych miastach. — Warszawa, 1991.